# Katholm (Augustenborg Fjord)
 For alternative betydninger, se Katholm. (Se også artikler, som begynder med Katholm)
Katholm er en lille holm på 5-6 hektar ved østkysten af den centrale del af Augustenborg Fjord, Als. Holmens omkreds udgør ca. 1½-2 km, men dens areal ændrer sig på grund af at øens sandtanger hele tiden skifter størrelse og udseende. Holmen har i ældre stenalder været en del af Egen Næs. På øen vokser lave buske og træer. Øen kan iagttages ved enden af Katholmvej, som via Veesbækvej ender i Dyndved. 
Parallelt med kysten, overfor Katholm, har der ligget tre skibssætninger, men ingen er arkæologisk undersøgt. Den midterste er bedst bevaret. Anlægget har omkring samme størrelse som skibssætningerne ved Stolbro. I den nærliggende grusbanke er der fundet begravelser fra vikingetiden.
Øen, der ejes af en landmand på Sundeved plejes ved afgræsning med får. Fra den 23 juni til begyndelsen af januar græsser ca. 30 færøske får og en vædder på øen. Fårene sørger for at holde vegetationen nede, så øen forbliver en yngleplads for mange forskellige fuglearter. Den nuværende ejers indstilling er, at øen skal bevares som en øde naturperle i fjorden.
Indtil for få år siden indsamlede øens indehavere mågeæg, ligesom Zoologisk Museum hvert år havde folk på øen for at ringmærke de mange måger. Begge disse aktiviteter er indstillet, så øen nu er forholdsvis uforstyrret.

## Fugleliv
Katholm er med sin vegetation med enkelte lave buske yngleplads for blandt andet ca. 10 par grågæs og ca. 25 par knopsvaner, der nærmest lever i kolonier på øen. Selvom øen ikke er ret stor, kan man nogle år tælle op til 25 par knopsvaner. Af andre andefugle på Katholm, der kan ses svømme rundt om øen med ællinger i sensommeren, kan nævnes gravand, toppet skallesluger og edderfugl. 
Tidligere var der en meget stor hættemågekoloni på øen, men i dag er deres rolle overtaget af sølvmåger og stormmåger. Sølvmågen yngler med 5-600 par på øens sydlige del, og ca. 5-700 par stormmåger yngler på den østlige del og tangen, der går ind i Oldnor nordøst for Katholm. I de senere år har svartbagen indfundet sig med ca. 10 par.